# Lejekontrakt
En lejekontrakt er en aftale mellem en lejer og en udlejer. Ofte tænkes der på leje af boliger eller erhvervslokaler, men der kan også være tale om leje af andre ting.
Ved leje af bolig anvendes normalt autoriserede lejekontraktformularer. Der er særlige formularer for både almene boliger og privatejede udlejningsboliger.
Der stilles høje krav til lejekontrakter i Danmark, netop da dansk lejelovgivning er en af de mest komplicerede i dansk lov og derfor er det vigtigt både for lejer, men i særdeleshed for udlejer at få professionel hjælp til udfærdigelse af lejekontrakten.